# Talang 2023
Talang 2023 var den trettonde säsongen av svenska Talang. Säsongen sänds på TV4 med start den 13 januari, 2023. Programledare var Pär Lernström och juryn bestod av Helena Bergström, Viktor Norén, Johanna Nordström och David Batra. Edward af Sillén, Sarah Dawn Finer och Bianca Ingrosso hoppade av programmet som jury efter säsong tolv. Vinnaren av denna säsong blev Pontus Lindman.

## Auditions
Finalist |       Semifinalist |  Golden Buzzer

### Audition program 1 (13 januari)
| Deltagare          | Startordning | Knappar and Jury röster | Knappar and Jury röster | Knappar and Jury röster | Knappar and Jury röster | Resultat (13 januari) |
| Deltagare          | Startordning | Norén                   | Nordström               | Bergström               | Batra                   | Resultat (13 januari) |
| ------------------ | ------------ | ----------------------- | ----------------------- | ----------------------- | ----------------------- | --------------------- |
| Staffan Spelman    | 1            |                         |                         |                         |                         | Eliminerad            |
| Sophia Paliashchuk | 2            |                         |                         |                         |                         | Eliminerad            |
| Erik Nyberg        | 3            |                         |                         |                         |                         | Eliminerad            |
| Frank Maglio       | 4            |                         |                         |                         |                         | Eliminerad            |
| Gneben             | 5            |                         |                         |                         |                         | Gick vidare           |
| Peter Norbert      | 6            |                         |                         |                         |                         | Eliminerad            |
| Jennifer Aoun      | 7            |                         |                         |                         |                         | Gick vidare           |

I slutet av avsnittet fick juryn välja två av de fem tävlande som majoriteten av juryn hade sagt "ja" till som går vidare till semifinal. De valde Gneben och Jennifer.

### Audition program 2 (20 januari)
| Deltagare                | Startordning | Knappar and Jury röster | Knappar and Jury röster | Knappar and Jury röster | Knappar and Jury röster | Result (20 januari)                |
| Deltagare                | Startordning | Norén                   | Nordström               | Bergström               | Batra                   | Result (20 januari)                |
| ------------------------ | ------------ | ----------------------- | ----------------------- | ----------------------- | ----------------------- | ---------------------------------- |
| Luna Balluni & The Daddy | 1            |                         |                         |                         |                         | Eliminerad                         |
| Paulina & Alvin          | 2            |                         |                         |                         |                         | Gick vidare (Vald av Tittarna)     |
| Dan Meyer                | 3            |                         |                         |                         |                         | Gick vidare                        |
| Confidance               | 4            |                         |                         |                         |                         | Eliminerad                         |
| David Åkebrand           | 5            |                         |                         |                         |                         | Eliminerad (Inte Vald av Tittarna) |
| Emma & Nando             | 6            |                         |                         |                         |                         | Eliminerad                         |
| Florian Voss             | 7            |                         |                         |                         |                         | Gick vidare                        |

I slutet av avsnittet fick juryn välja två av de fem tävlande som majoriteten av juryn hade sagt "ja" till som går vidare till semifinal. De valde Florian och lät tittarna bestämma vem av Paulina & Alvin och David som skulle få den andra semifinalplatsen. I början av det följande avsnittet avslöjades det att tittarna hade valt Paulina & Alvin.

### Audition program 3 (27 januari)
| Deltagare           | Startordning | Knappar and Jury röster | Knappar and Jury röster | Knappar and Jury röster | Knappar and Jury röster | Resultat (27 januari) |
| Deltagare           | Startordning | Norén                   | Nordström               | Bergström               | Batra                   | Resultat (27 januari) |
| ------------------- | ------------ | ----------------------- | ----------------------- | ----------------------- | ----------------------- | --------------------- |
| Orlando             | 1            |                         |                         |                         |                         | Eliminerad            |
| Mr Soto             | 2            |                         |                         |                         |                         | Eliminerad            |
| Åsa Engman          | 3            |                         |                         |                         |                         | Eliminerad            |
| The Carling Sisters | 4            |                         |                         |                         |                         | Gick vidare           |
| Noor Al Jabiri      | 5            |                         |                         |                         |                         | Gick vidare           |
| Chatte & Anto       | 6            |                         |                         |                         |                         | Gick vidare           |
| Rami Bladlav        | 7            |                         |                         |                         |                         | Eliminerad            |

I slutet av avsnittet fick juryn välja två av de fyra tävlande som majoriteten av juryn hade sagt "ja" till som går vidare till semifinal. De valde Chatte & Anto och The Carling Sisters.

### Audition program 4 (3 februari)
| Deltagare         | Startordning | Knappar and Jury röster | Knappar and Jury röster | Knappar and Jury röster | Knappar and Jury röster | Resultat (3 februari) |
| Deltagare         | Startordning | Norén                   | Nordström               | Bergström               | Batra                   | Resultat (3 februari) |
| ----------------- | ------------ | ----------------------- | ----------------------- | ----------------------- | ----------------------- | --------------------- |
| Louise Geller     | 1            |                         |                         |                         |                         | Eliminerad            |
| Kuba Dancecompany | 2            |                         |                         |                         |                         | Gick vidare           |
| Pontus Lindman    | 3            |                         |                         |                         |                         | Gick vidare           |
| Alte Kamereren    | 4            |                         |                         |                         |                         | Eliminerad            |
| Viktor Öhman      | 5            |                         |                         |                         |                         | Eliminerad            |
| Wilhelm Åkerlind  | 6            |                         |                         |                         |                         | Gick vidare           |

I slutet av avsnittet fick juryn välja två av de fyra tävlande som majoriteten av juryn hade sagt "ja" till som går vidare till semifinal. De valde Kuba Dancecompany och Pontus Lindman.

### Audition program 5 (10 februari)
| Deltagare                | Startordning | Knappar and Jury röster | Knappar and Jury röster | Knappar and Jury röster | Knappar and Jury röster | Resultat (10 februari)             |
| Deltagare                | Startordning | Norén                   | Nordström               | Bergström               | Batra                   | Resultat (10 februari)             |
| ------------------------ | ------------ | ----------------------- | ----------------------- | ----------------------- | ----------------------- | ---------------------------------- |
| Clara Sakari             | 1            |                         |                         |                         |                         | Eliminerad                         |
| Calle Sakari             | 2            |                         |                         |                         |                         | Eliminerad                         |
| Abraham "Abe" Raham      | 3            |                         |                         |                         |                         | Gick vidare                        |
| Elvira "Gullis" Gullberg | 4            |                         |                         |                         |                         | Gick vidare (Vald av Tittarna)     |
| Rydm Crew                | 5            |                         |                         |                         |                         | Eliminerad (Inte Vald av Tittarna) |
| Leah Shutkever           | 6            |                         |                         |                         |                         | Eliminerad                         |
| Andreas Aleman           | 7            |                         |                         |                         |                         | Gick vidare                        |

I slutet av avsnittet fick juryn välja två av de fem tävlande som majoriteten av juryn hade sagt "ja" till som går vidare till semifinal. De valde Abe och lät tittarna bestämma vem av Gullis & och Rydm Crew som skulle få den andra semifinalplatsen. I början av det följande avsnittet avslöjades det att tittarna hade valt Gullis.

### Audition program 6 (17 februari)
| Deltagare           | Startordning | Knappar and Jury röster | Knappar and Jury röster | Knappar and Jury röster | Knappar and Jury röster | Knappar and Jury röster | Resultat (17 februari) |
| Deltagare           | Startordning | Norén                   | Nordström               | Bergström               | Batra                   | Lernström               | Resultat (17 februari) |
| ------------------- | ------------ | ----------------------- | ----------------------- | ----------------------- | ----------------------- | ----------------------- | ---------------------- |
| Ludvig & Rasmus     | 1            |                         |                         |                         |                         |                         | Gick vidare            |
| Samet Yüce          | 2            |                         |                         |                         |                         |                         | Gick vidare            |
| Children of Ukraine | 3            |                         |                         |                         |                         |                         | Gick vidare            |
| Rövbajs             | 4            |                         |                         |                         |                         |                         | Eliminerad             |
| Cecilia Linding     | 5            |                         |                         |                         |                         |                         | Eliminerad             |
| Johannes Winroth    | 6            |                         |                         |                         |                         |                         | Eliminerad             |

1. ↑  Programledare

I slutet av avsnittet fick juryn välja två av de fyra tävlande som majoriteten av juryn hade sagt "ja" till som går vidare till semifinal. De valde Ludvig & Rasmus och Samet Yüce.

### Audition program 7 (24 februari)
| Deltagare             | Startordning | Knappar and Jury röster | Knappar and Jury röster | Knappar and Jury röster | Knappar and Jury röster | Resultat (24 februari) |
| Deltagare             | Startordning | Norén                   | Nordström               | Bergström               | Batra                   | Resultat (24 februari) |
| --------------------- | ------------ | ----------------------- | ----------------------- | ----------------------- | ----------------------- | ---------------------- |
| Madelene & Helena     | 1            |                         |                         |                         |                         | Gick vidare            |
| Twin Power            | 2            |                         |                         |                         |                         | Eliminerad             |
| N4te                  | 3            |                         |                         |                         |                         | Eliminerad             |
| Desideria             | 4            |                         |                         |                         |                         | Eliminerad             |
| Bamse och hans vänner | 5            |                         |                         |                         |                         | Eliminerad             |
| Uppsala Dansakademi   | 6            |                         |                         |                         |                         | Gick Vidare            |
| Mio Karlsson          | 7            |                         |                         |                         |                         | Eliminerad             |
| Bengt Roos            | 8            |                         |                         |                         |                         | Eliminerad             |

I slutet av avsnittet fick juryn välja två av de fem tävlande som majoriteten av juryn hade sagt "ja" till som går vidare till semifinal. De valde Madelene & Helena och Uppsala Dansakademi.

## Semifinaler
Vald av Tittarna |       Vald av Juryn |       Inte Vald av Juryn

### Semifinal 1 (3 Mars)
| Deltagare           | Startordning | Knappar and Jury röster | Knappar and Jury röster | Knappar and Jury röster | Knappar and Jury röster | Resultat (3 Mars)               |
| Deltagare           | Startordning | Norén                   | Nordström               | Bergström               | Batra                   | Resultat (3 Mars)               |
| ------------------- | ------------ | ----------------------- | ----------------------- | ----------------------- | ----------------------- | ------------------------------- |
| Abraham "Abe" Raham | 1            |                         |                         |                         |                         | Eliminerad                      |
| David Åkerbrand     | 2            |                         |                         |                         |                         | Eliminerad                      |
| Uppsala Dansakademi | 3            |                         |                         |                         |                         | Eliminerad (Inte Vald av Juryn) |
| Ludvig & Rasmus     | 4            |                         |                         |                         |                         | Eliminerad                      |
| The Carling Sisters | 5            |                         |                         |                         |                         | Eliminated                      |
| Jennifer Aoun       | 6            |                         |                         |                         |                         | Gick vidare (Vald av Juryn)     |
| Pontus Lindman      | 7            |                         |                         |                         |                         | Gick vidare (Vald av Tittarna)  |

### Semifinal 2 (10 Mars)
| Deltagare                | Startordning | Knappar and Jury röster | Knappar and Jury röster | Knappar and Jury röster | Knappar and Jury röster | Resultat (10 Mars)              |
| Deltagare                | Startordning | Norén                   | Nordström               | Bergström               | Batra                   | Resultat (10 Mars)              |
| ------------------------ | ------------ | ----------------------- | ----------------------- | ----------------------- | ----------------------- | ------------------------------- |
| Kuba Dancecompany        | 1            |                         |                         |                         |                         | Eliminerad (Inte Vald av Juryn) |
| Madelene & Helena        | 2            |                         |                         |                         |                         | Gick vidare (Vald av Juryn)     |
| Gneben                   | 3            |                         |                         |                         |                         | Eliminerad                      |
| Samet Yüce               | 4            |                         |                         |                         |                         | Gick vidare (Vald av Tittarna)  |
| Elvira "Gullis" Gullberg | 5            |                         |                         |                         |                         | Eliminerad                      |
| Chatte & Anto            | 6            |                         |                         |                         |                         | Eliminerad                      |
| Florian Voss             | 7            |                         |                         |                         |                         | Eliminerad                      |